# Capnia tuberculata
Capnia tuberculata är en bäcksländeart som beskrevs av Zhiltzova 1964. Capnia tuberculata ingår i släktet Capnia och familjen småbäcksländor. Inga underarter finns listade i Catalogue of Life.